# Nessuno mi può giudicare (chanson)
Pour les articles homonymes, voir Nessuno mi può giudicare.
Chanson de Caterina Caselli au Festival de Sanremo
Il cammino di ogni speranza (jumelée à Sonny & Cher) 
(1967 (it))
Chanson de Gene Pitney au Festival de Sanremo
I tuoi anni più belli (jumelée à Iva Zanicchi) 
Amici miei (jumélée à Nicola Di Bari) 
(1965) La rivoluzione (jumelée à Gianni Pettenati) 
Guardati alle spalle (jumelée à Nicola Di Bari) 
(1967 (it))
Singles par Caterina Caselli
Sono qui con voi
(1965) L'uomo d'oro
(1967)
Singles par Gene Pitney
Verrò
(1966) In the Cold Light of Day
(1966)
Nessuno mi può giudicare ( prononcé : [nesˈsuːno mi ˈpwɔ ddʒudiˈkaːre], (traduction littérale en français :« Personne ne peut me juger »)  est une chanson pop italienne écrite par Luciano Beretta, Miki Del Prete, Daniele Pace et Mario Panzeri.

## La chanson

### Histoire
La chanson a été créée pour la seizième édition du Festival de Sanremo, avec une double interprétation de Caterina Caselli et Gene Pitney, se classant deuxième,. 
La version de Caselli,  inconnue à l'époque, est  un succès  arrivant à la première place du hit-parade italien pendant plusieurs semaines. La chanson est considérée comme celle qui a consacré Caselli,. Caselli a également enregistré une chanson en français (Baisse un peu la radio) et une version en espagnol (Ninguno me puede juzgar). La version de Gene Pitney est un succès mineur, culminant à la huitième place du hit-parade.
La chanson avait été précédemment conçue pour être interprétée par Adriano Celentano, qui a également enregistré une maquette mais a finalement préféré participer au festival avec la chanson Il ragazzo della via Gluck .
La chanson a été adaptée dans un film  musicarello du même nom, réalisé par Ettore Maria Fizzarotti et mettant en vedette Laura Efrikian et Caterina Caselli elle-même.

### Le texte
Le texte est  une confession de trahison et une tentative de réconciliation, thème considéré comme une anticipation de la révolution morale et des thèmes féministes qui exploseront quelques années plus tard.

## Composition des 45 tours

### Version deCaterina Caselli
| A. | Nessuno mi può giudicare (Festival de Sanremo 1966) | - L. Beretta - M. Del Prete - D. Pace - M. Panzeri | 2:38 |
| B. | Se lo dici tu                                       | - S. Leva - G. P. Reverberi                        | 2:41 |

### Version deGene Pitney
| A. | Nessuno mi può giudicare (Festival de Sanremo 1966) | - L. Beretta - M. Del Prete - D. Pace - M. Panzeri | 2:46 |
| 2. | Lei mi aspetta                                      | - A. Baldan - C. Minellono                         | 3:06 |

## Placement
| Hit parade (1966) | Meilleure position |
| ----------------- | ------------------ |
| Italie            | 1                  |
| Espagne           | 1                  |